# Oed-Oehling
Oed-Oehling (a volte indicato come Oed-Öhling) è un comune austriaco di 1 887 abitanti nel distretto di Amstetten, in Bassa Austria; ha lo status di comune mercato (Marktgemeinde). È stato istituito nel 1972 con l'accorpamento dei comuni soppressi di Oed e Oehling.